# Till Death Unites Us
Till Death Unites Us är det finländska melodisk death metal-bandet Northers fjärde studioalbum, utgivet i januari 2006 på Spinefarm Records i Europa och på Universal Music i Japan i maj samma år. Albumet föregicks av singeln "Scream".
Den japanska versionen av albumet innehåller bandets EP Solution 7 som bonusspår.

## Låtlista
1. "Throwing My Life Away" – 3:08
2. "Drowning" – 3:47
3. "Norther" – 3:41
4. "Everything" – 4:32
5. "Evil Ladies" – 3:37
6. "Omen" – 4:27
7. "Scream" – 4:19
8. "Fuck You" – 2:03
9. "Alone in the End" – 4:09
10. "Die" – 2:23
11. "Wasted Years" – 5:01
12. "The End of Our Lives" – 3:34

Bonusspår på den japanska utgåvan
1. "Day Zero" – 3:11
2. "YDKS" – 3:44
3. "Hellhole" – 3:45
4. "Thorn" – 3:32
5. "Chasm" (remix) – 4:18

## Medverkande
Musiker
- Petri Lindroos – sång, gitarr
- Kristian Ranta – gitarr, sång
- Jukka Koskinen – basgitarr
- Tuomas Planman – keyboard
- Toni Hallio – trummor

Produktion
- Fredrik Nordström – producent, inspelningstekniker, mixning
- Björn Engelmann – mastering
- Björn Gooßes – albumkonst, design